# Oskar Siri
Oskar Siri, född 26 augusti 2003, är en svensk samhällsvetare och sedan 2023 ordförande för Ung teaterscen. 

## Biografi
Siri är ungdomsrepresentant för Sveriges ungdomsorganisationer i den svenska delegationen vid den 78:a FN generalförsamling, i New York 2023 tillsammans med Oscar Molander. Utöver sitt engagemang i Ung teaterscen och inom FN är Siri även engagerad som Ung-EU-ambassadör för European East, ett samarbete mellan EU och österländska parter: Armenien, Azerbadjan, Belarus, Georgien, Moldavien och Ukraina.  Siri var tidigare engagerad inom den svenska skolpolitiken i Elevernas riksförbund och dess vice ordförande 2020-2021.